# Passeport slovène
Le passeport slovène (en slovène : slovenski potni list ; en italien : passaporto sloveno ; en hongrois : Szlovén útlevél) est un document de voyage international délivré aux ressortissants slovènes, et qui peut aussi servir de preuve de la citoyenneté slovène.

## Liste des pays sans visa ou visa à l'arrivée

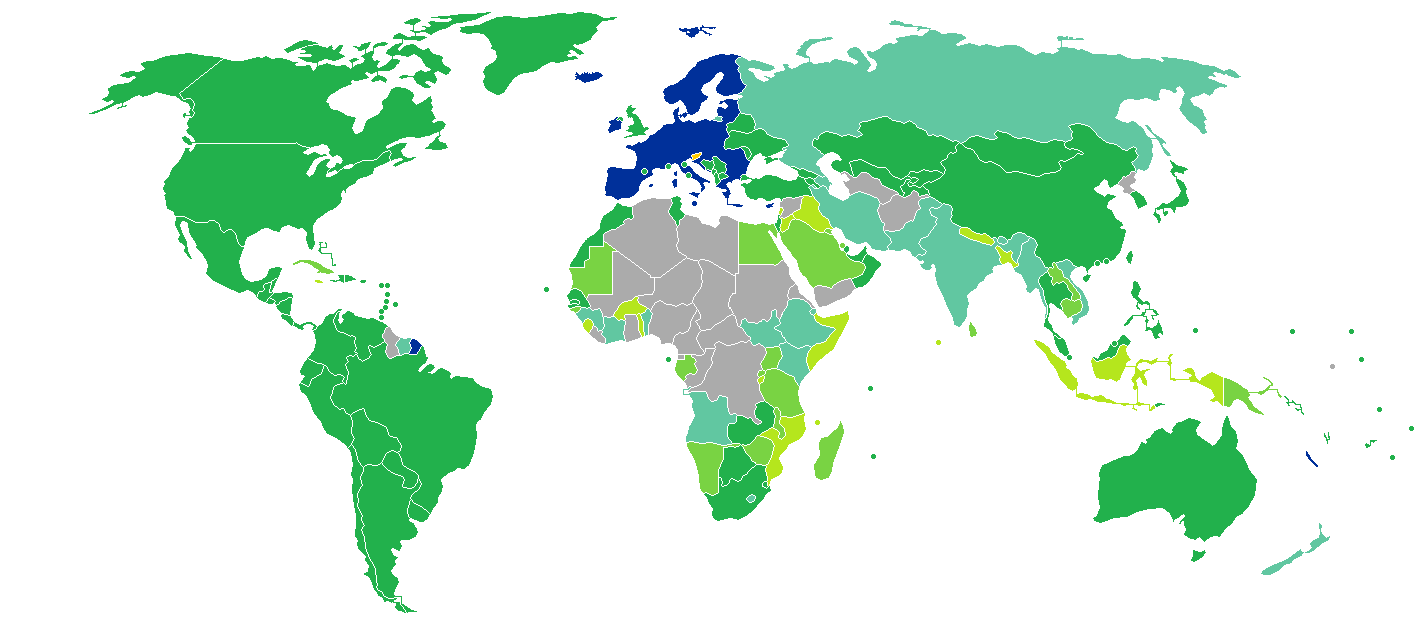
Obligations et exemptions de visa pour les citoyens slovènes